# 나가노 전철 나가노선
나가노 전철 나가노선(일본어: 長野電鉄長野線)은 나가노 전철의 유일한 철도 노선이다. 나가노현 나가노시에 위치하는 나가노역과 나가노 현 시모타카이군 야마노우치정에 위치하는 유다나카역을 잇는다.

## 차량
- 통근형 차량
  - 3500계 : 예전 영단 3000계

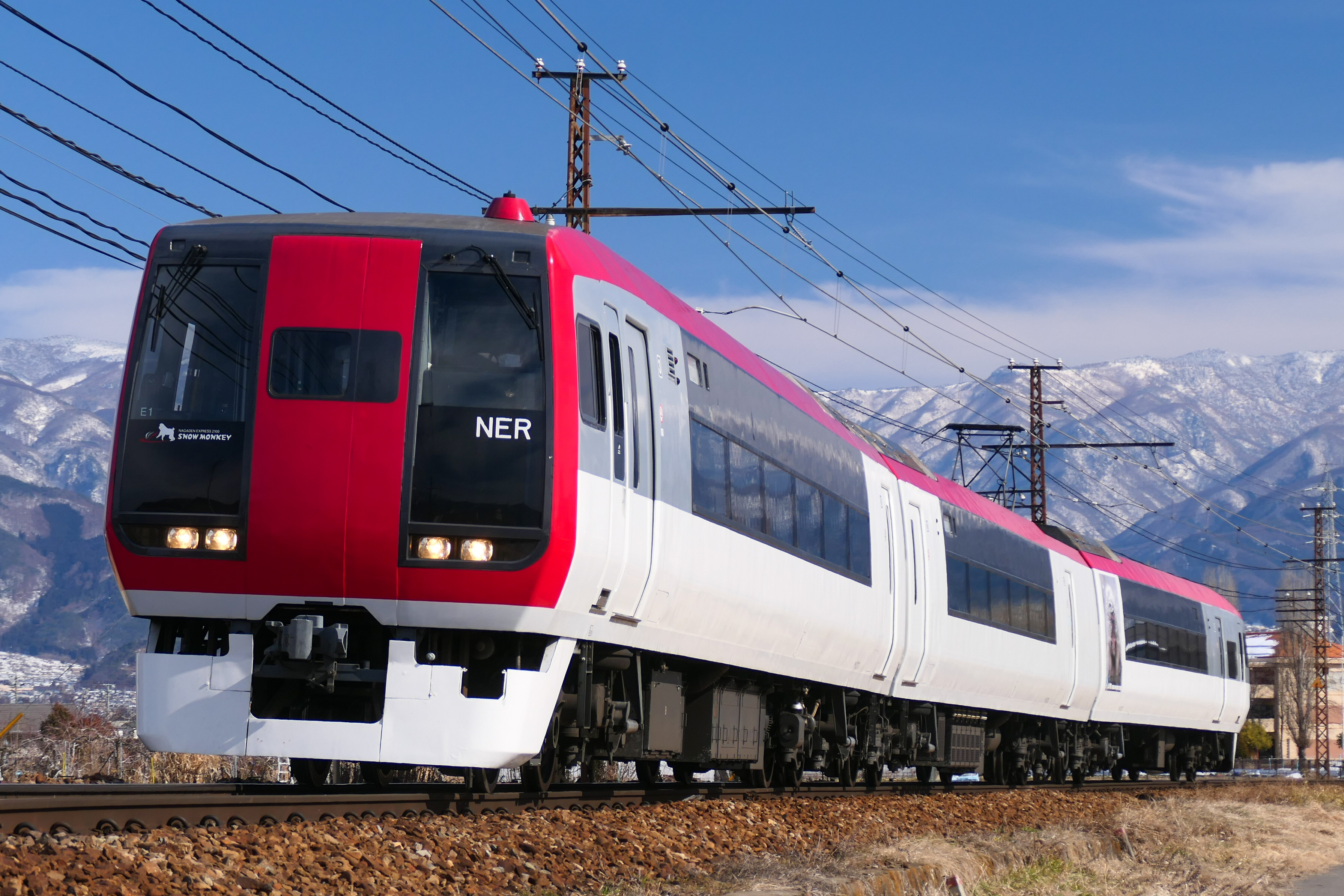
2100계 특급 '스노우 몽키'

  - 8500계 : 예전 도큐 전철 8500계
  - 3000계 : 예전 도쿄 지하철 03계

- 특급형 차량
  - 1000계 : 예전 오다큐 10000형
  - 2100계 : 예전 JR 253계

## 역 목록
| 지상 / 지하 | 역 번호 | 역 이름          | 일본어 이름 | 거리 | 접속 노선                                              | 소재지   | 소재지   |
| ----------- | ------- | ---------------- | ----------- | ---- | ------------------------------------------------------ | -------- | -------- |
| 지하 구간   | N 1     | 나가노           | 長野        | 0.0  | 호쿠리쿠 신칸센, 신에쓰 본선 시나노 철도 기타시나노 선 | 나가노현 | 나가노시 |
| 지하 구간   | N 2     | 시야쿠쇼마에     | 市役所前    | 0.4  |                                                        | 나가노현 | 나가노시 |
| 지하 구간   | N 3     | 곤도             | 権堂        | 1.0  |                                                        | 나가노현 | 나가노시 |
| 지하 구간   | N 4     | 젠코지시타       | 善光寺下    | 1.6  |                                                        | 나가노현 | 나가노시 |
| 지상 구간   | N 5     | 혼고             | 本郷        | 2.7  |                                                        | 나가노현 | 나가노시 |
| 지상 구간   | N 6     | 기리하라         | 桐原        | 3.6  |                                                        | 나가노현 | 나가노시 |
| 지상 구간   | N 7     | 시나노요시다     | 信濃吉田    | 4.3  | 시나노 철도 기타시나노 선 기타나가노역이 가까이 있음   | 나가노현 | 나가노시 |
| 지상 구간   | N 8     | 아사히           | 朝陽        | 6.3  |                                                        | 나가노현 | 나가노시 |
| 지상 구간   | N 9     | 후조쿠추가쿠마에 | 附属中学前  | 7.0  |                                                        | 나가노현 | 나가노시 |
| 지상 구간   | N 10    | 야나기하라       | 柳原        | 8.0  |                                                        | 나가노현 | 나가노시 |
| 지상 구간   | N 11    | 무라야마         | 村山        | 10.0 | 스자카시                                               | 나가노현 |          |
| 지상 구간   | N 12    | 히노             | 日野        | 11.0 | 스자카시                                               | 나가노현 |          |
| 지상 구간   | N 13    | 스자카           | 須坂        | 12.5 | 스자카시                                               | 나가노현 |          |
| 지상 구간   | N 14    | 기타스자카       | 北須坂      | 15.0 | 스자카시                                               | 나가노현 |          |
| 지상 구간   | N 15    | 오부세           | 小布施      | 17.5 | 가미타카이군 오부세정                                  | 나가노현 |          |
| 지상 구간   | N 16    | 쓰스미           | 都住        | 18.6 | 가미타카이군 오부세정                                  | 나가노현 |          |
| 지상 구간   | N 17    | 사쿠라사와       | 桜沢        | 21.3 | 나카노시                                               | 나가노현 |          |
| 지상 구간   | N 18    | 엔토쿠           | 延徳        | 23.3 | 나카노시                                               | 나가노현 |          |
| 지상 구간   | N 19    | 신슈나카노       | 信州中野    | 25.6 | 나카노시                                               | 나가노현 |          |
| 지상 구간   | N 20    | 나카노마쓰카와   | 中野松川    | 27.0 | 나카노시                                               | 나가노현 |          |
| 지상 구간   | N 21    | 시나노타케하라   | 信濃竹原    | 29.3 | 나카노시                                               | 나가노현 |          |
| 지상 구간   | N 22    | 요마세           | 夜間瀬      | 30.4 | 시모타카이군 야마노우치정                              | 나가노현 |          |
| 지상 구간   | N 23    | 가미조           | 上条        | 31.8 | 시모타카이군 야마노우치정                              | 나가노현 |          |
| 지상 구간   | N 24    | 유다나카         | 湯田中      | 33.2 | 시모타카이군 야마노우치정                              | 나가노현 |          |